# Municipio de Utica (Minnesota)
El municipio de Utica (en inglés: Utica Township) es un municipio ubicado en el condado de Winona en el estado estadounidense de Minnesota. En el año 2010 tenía una población de 639 habitantes y una densidad poblacional de 7,28 personas por km².

## Geografía
El municipio de Utica se encuentra ubicado en las coordenadas 43°58′37″N 91°53′56″O / 43.97694, -91.89889. Según la Oficina del Censo de los Estados Unidos, el municipio tiene una superficie total de 87.8 km², de la cual 87,79 km² corresponden a tierra firme y (0 %) 0 km² es agua.

## Demografía
Según el censo de 2010, había 639 personas residiendo en el municipio de Utica. La densidad de población era de 7,28 hab./km². De los 639 habitantes, el municipio de Utica estaba compuesto por el 98,12 % blancos, el 0,16 % eran afroamericanos, el 0,31 % eran amerindios y el 1,41 % eran de una mezcla de razas. Del total de la población el 1,88 % eran hispanos o latinos de cualquier raza.